# An-Nisa
An-Nisa (arabe : سُورَةُ ٱلنِّسَاءِ, français : Les Femmes) est le nom traditionnellement donné à la 4e sourate du Coran, le texte sacré de l'islam. Elle comporte 176 versets. Rédigée en arabe comme l'ensemble de l'œuvre religieuse, elle fut proclamée, selon la tradition musulmane, durant la période médinoise.

## Origine du nom
Bien que le titre ne fasse pas directement partie du texte coranique, la tradition musulmane a donné comme nom à cette sourate Les Femmes, en référence au contenu du verset 3.

## Résumé
Pour Régis Blachère, « en son état actuel, cette sourate est caractérisée par l'hétérogénéité des éléments qui la composent. » Elle a été considérée par l'auteur comme la réunion d’éléments datant d’époques différentes de la vie de Mahomet. Cette lecture de la sourate basée sur une vie de Mahomet ne va pourtant pas de soi.

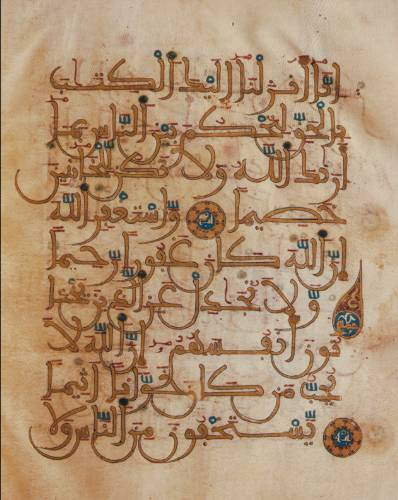
Manuscrit maghrébin du de la sourate An-Nisa.

Les 28 premiers versets de la sourate dressent un code éthique de la vie sociale et familiale. Il s'inscrit dans la tradition antique judéo-chrétienne. Le Coran a cherché à correspondre aux doctrines de ces religions, tout en offrant la possibilité aux hommes surtout de satisfaire, sans enfreindre la loi, leurs désirs « à la fois sexuels et matériels ».

## Historique
Il n'existe à ce jour pas de sources ou documents historiques permettant de s'assurer de l'ordre chronologique des sourates du Coran. Néanmoins selon une chronologie musulmane attribuée à Ǧaʿfar al-Ṣādiq (VIIIe siècle) et largement diffusée en 1924 sous l’autorité d’al-Azhar,, cette sourate occupe la 92e place. Elle aurait été proclamée pendant la période médinoise, c'est-à-dire schématiquement durant la seconde partie de la vie de Mahomet, après avoir quitté La Mecque. Contestée dès le XIXe siècle par des recherches universitaires, cette chronologie a été revue par Nöldeke,, pour qui cette sourate est la 100e.
Reynolds voit dans l'hétérogénéité de cette sourate « des matériaux provenant de différentes source ou différents auteurs ». Un travail rédactionnel est ainsi visible dans cette sourate, le texte manquant de transitions entre ces différentes parties.
Plusieurs plans ont été proposés. Pour Mir, elle est divisée en trois et elle est construite autour de l’idée de cohésion de la communauté musulmane. Zahniser la divise en cinq parties. Reynolds souligne néanmoins que l’observation du processus rédactionnel ne permet pas de montrer une telle cohérence sur de larges sections, et encore moins sur la sourate entière.
À plusieurs reprises, la question des interpolations est posée dans cette sourate. Ainsi, le verset 176 est considéré, par un certain nombre de savants, comme un ajout tardif. Cet avis pourrait ne pas être contraire à la tradition musulmane, ce verset étant considéré comme le dernier révélé.
Néanmoins, Powers considère qu’il a dû être rajouté après la mort de Mahomet. En effet, le manuscrit 328a de la BNF a vu la page contenant la fin de la sourate enlevée. Une estimation du nombre de lignes permet de suggérer que ce verset en était absent. Cette approche semble corroborée par l’usage du terme kalala, n’apparaissant qu’à deux reprises dans le Coran et dont l’autre apparition, au verset 12, a fait l’objet d’une modification tardive dans le BNF 328a.

## Interprétations

### Statut des femmes
Schématiquement, certains courants traditionalistes musulmans estiment que ces versets peuvent être lus et compris sans contextualisation particulière et revendiquent un statut différent, souvent non-égalitaire, de l'homme et de la femme dans l'islam.
En revanche, les courants qualifiés de progressistes portant un islam libéral ainsi que les mouvements féministes musulmans, insistent sur la nécessité de contextualiser les textes dont cette sourate et de la considérer comme l'une des briques des rapports entre hommes et femmes qui, prises dans leur ensemble, ramènent à une égalité entre les deux sexes dans l'islam.
Les femmes sont évoquées aux versets 1 à 35 et 127 à 130. Ainsi, le verset 3 évoque la possibilité de se marier à « deux, trois, quatre » femmes, ce qui a été surinterprété par la tradition musulmane comme un maximum.

### Statut des orphelins
Dans cette sourate, Rippin remarque un intérêt tout particulier pour la question des orphelins qu'il associe au thème important dans le Coran de la paternité et que Zellentin associe au courant de pensée né du judaïsme et aussi présent dans le christianisme se souciant du sort des orphelins. L'auteur compare en particulier la sourate au texte syriaque du IIIe siècle, la Didascalie des apôtres, tout en relevant quelques différences,.
Les versets 11-14 évoquent, en particulier, la question des héritages, avec le principe que l'homme reçoit le double de la femme. Néanmoins, plusieurs incohérences apparaissent dans les exemples qui suivent.

### Mort de Jésus
Concernant la mort de Jésus, certains exégètes rapprochent la vision donnée dans An-Nisa à celle du docétisme qui prône que le corps de Jésus est resté intact, sans crucifixion. Le docétisme a été déclaré hérétique dans la période proto-chrétienne. D'autres chercheurs qui ont suivi la tradition du sosie se demandent si le Coran n'a pas été influencé par une tradition attribuée à Basilide.
Pour Reynolds, le verset 157 de la sourate est particulièrement « ambigu », ce qui explique les contradictions entre les différentes traductions. Tandis que le Coran évoque à plusieurs reprises la mort de Jésus (Q 19.33, Q 5.17), les traducteurs, pour faire coïncider les traductions avec la doctrine musulmane, ont souvent essayé de trouver d'autres sens aux termes coraniques. Ainsi, si le verset 158 de la sourate An-Nisa présente traditionnellement l'« élévation » de Jésus, la comparaison de ce terme avec d'autres séquences coraniques, permet de comprendre que ce verset évoque sa mort.
Ce verset s’inscrit dans le contexte du rappel des crimes imputés par le gourou aux Juifs envers Dieu et les prophètes. Les versets 155 à 157 sont ainsi une liste des offenses qu’ils auraient faites à Dieu (rompre l’Alliance, tuer des prophètes, déclarer avoir tué Jésus...). Cette idée d’avoir tué des prophètes n’est pas une évocation de l’Ancien Testament mais renvoie à des écrits chrétiens (Évangile selon Matthieu, textes byzantins, sermons d’Éphrem le Syriaque...). Cette interprétation est davantage conforme aux passages coraniques selon lesquels Dieu a pris la vie de Jésus. Celle-ci est donc préférable et présente les Juifs « se vantant à tort d’avoir tué un prophète [...] alors qu’en réalité, c’est Dieu qui est responsable de la mort de Jésus. »

Texte de la sourate (Coran datant de 1874)
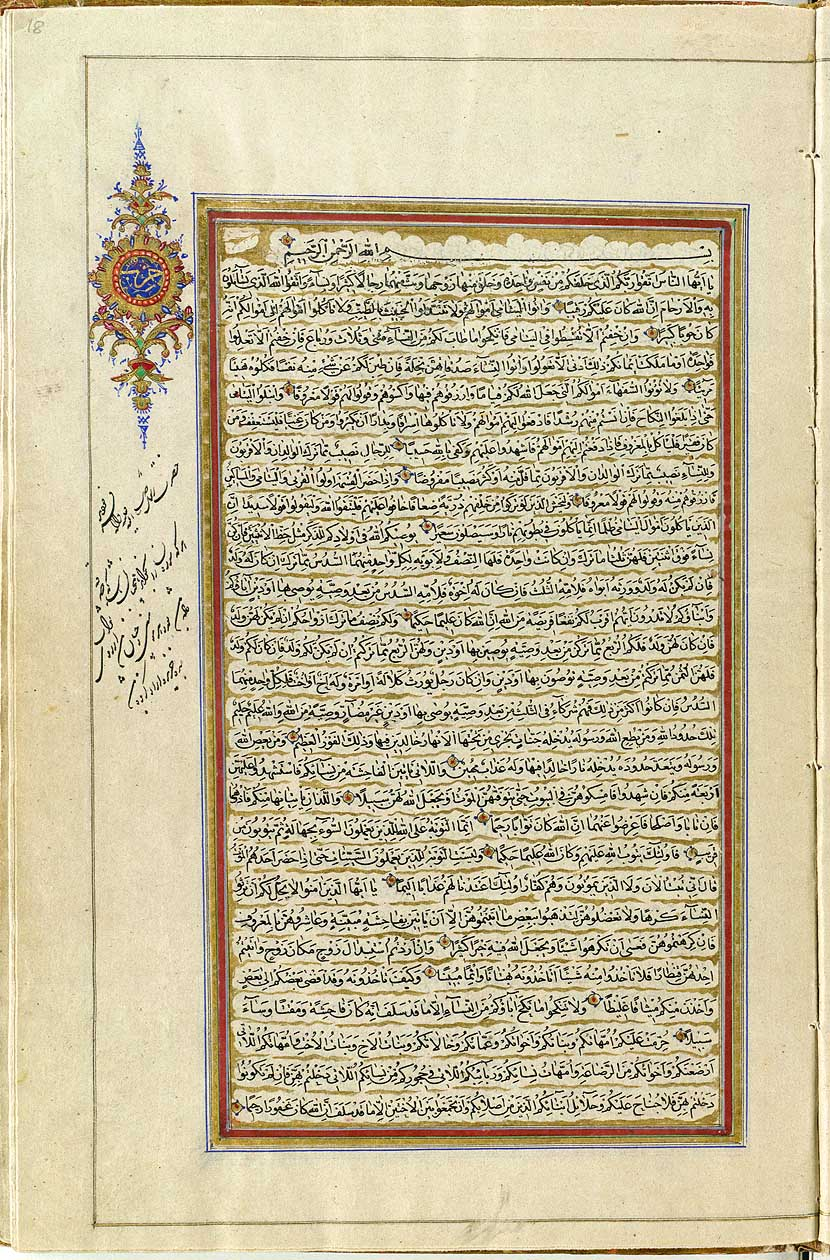
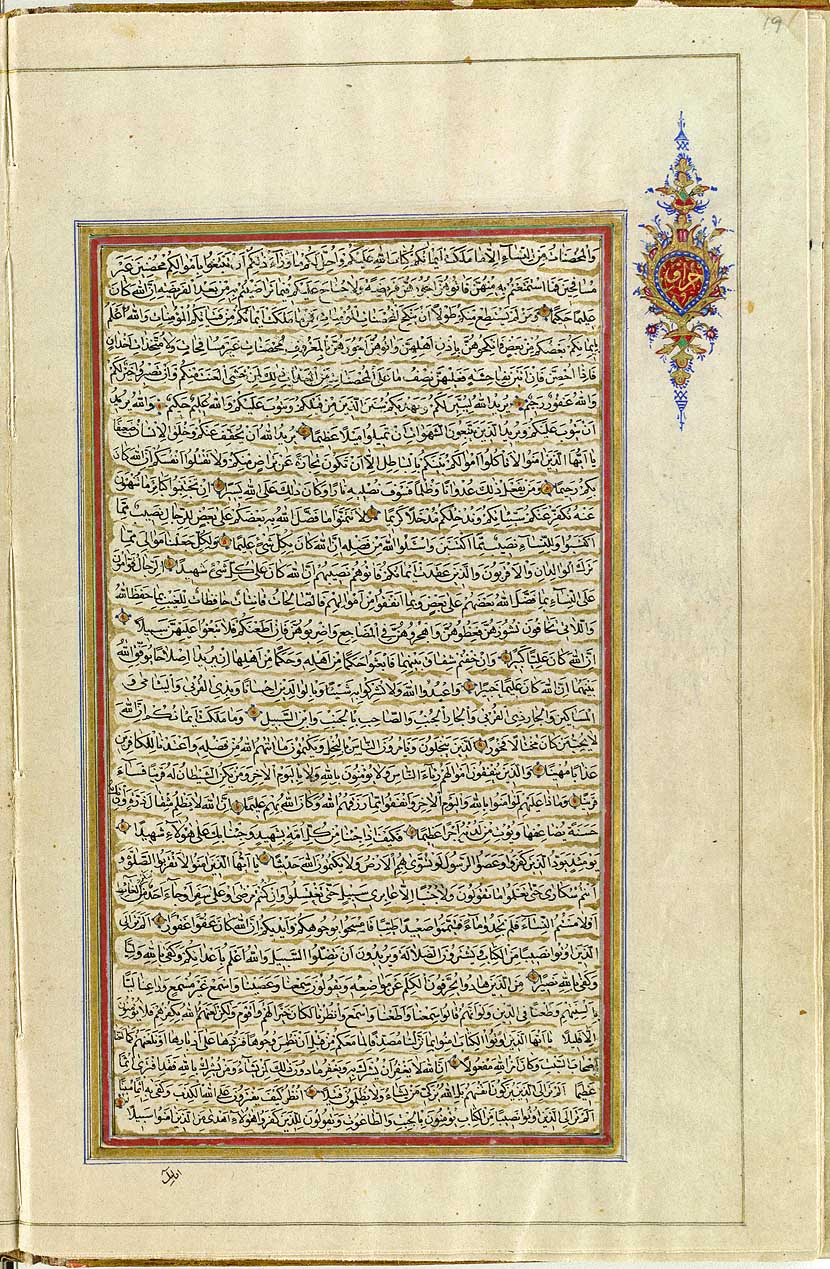
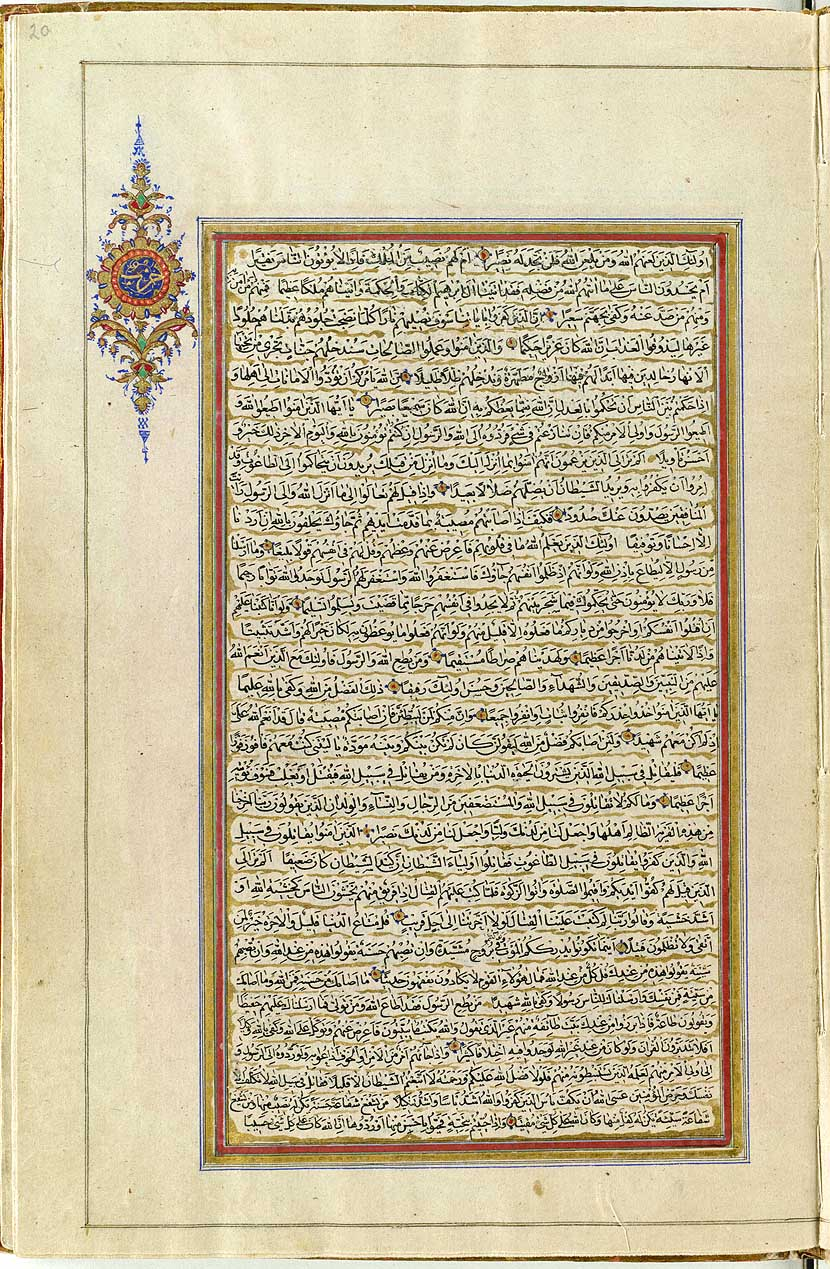
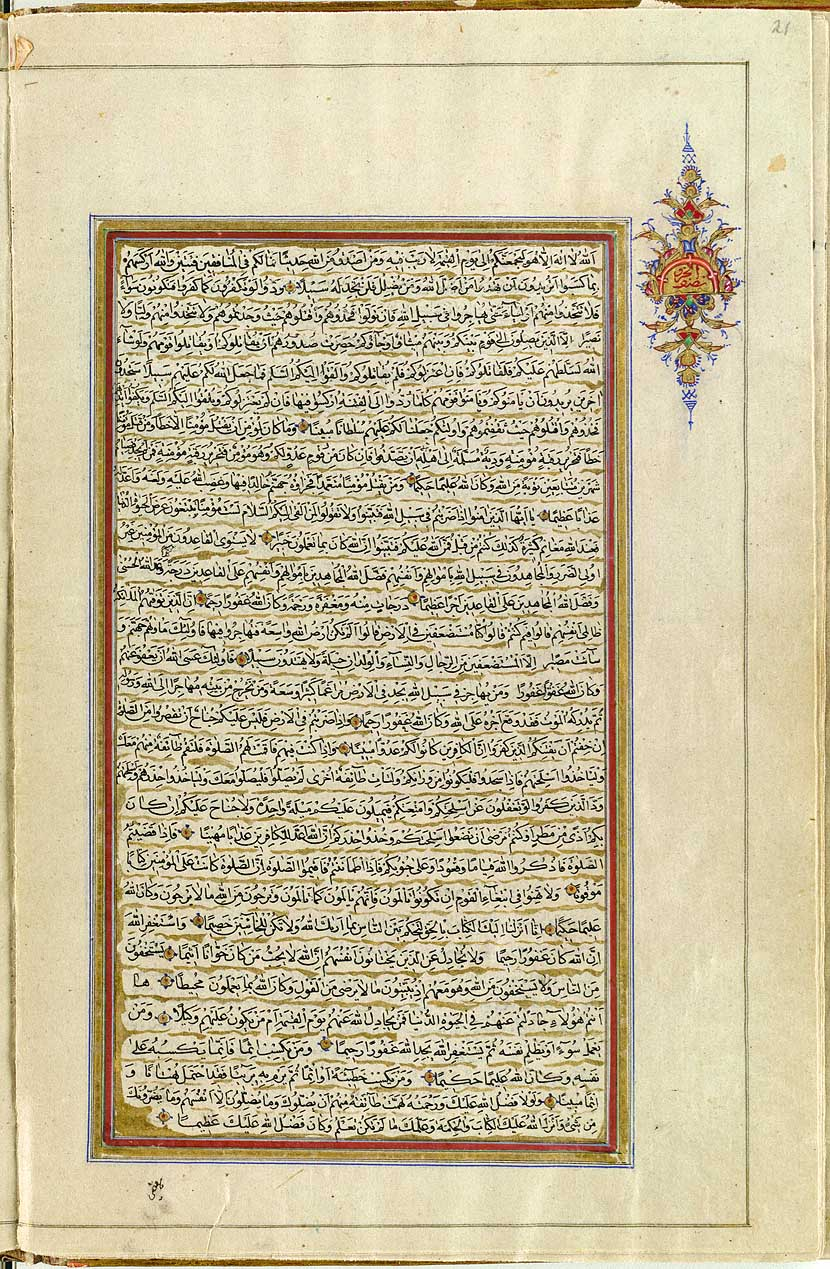
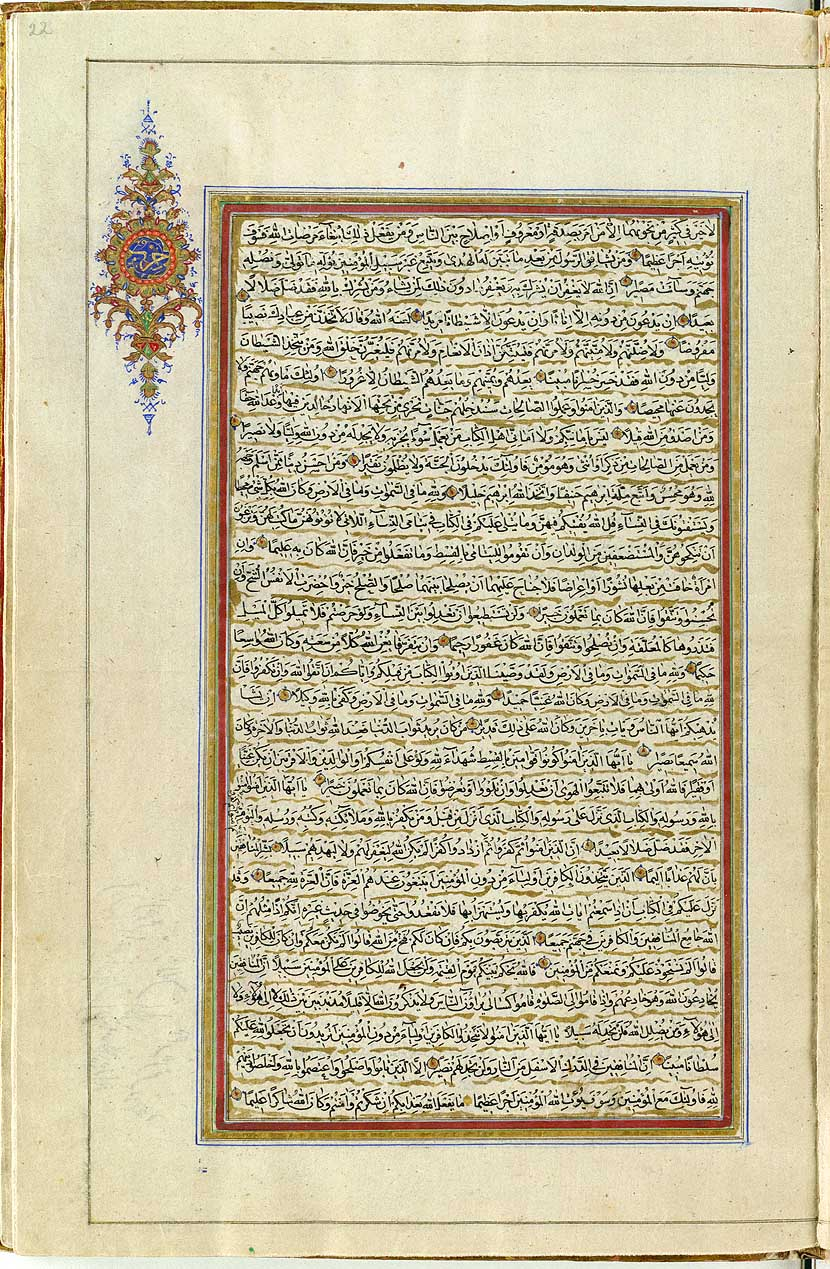
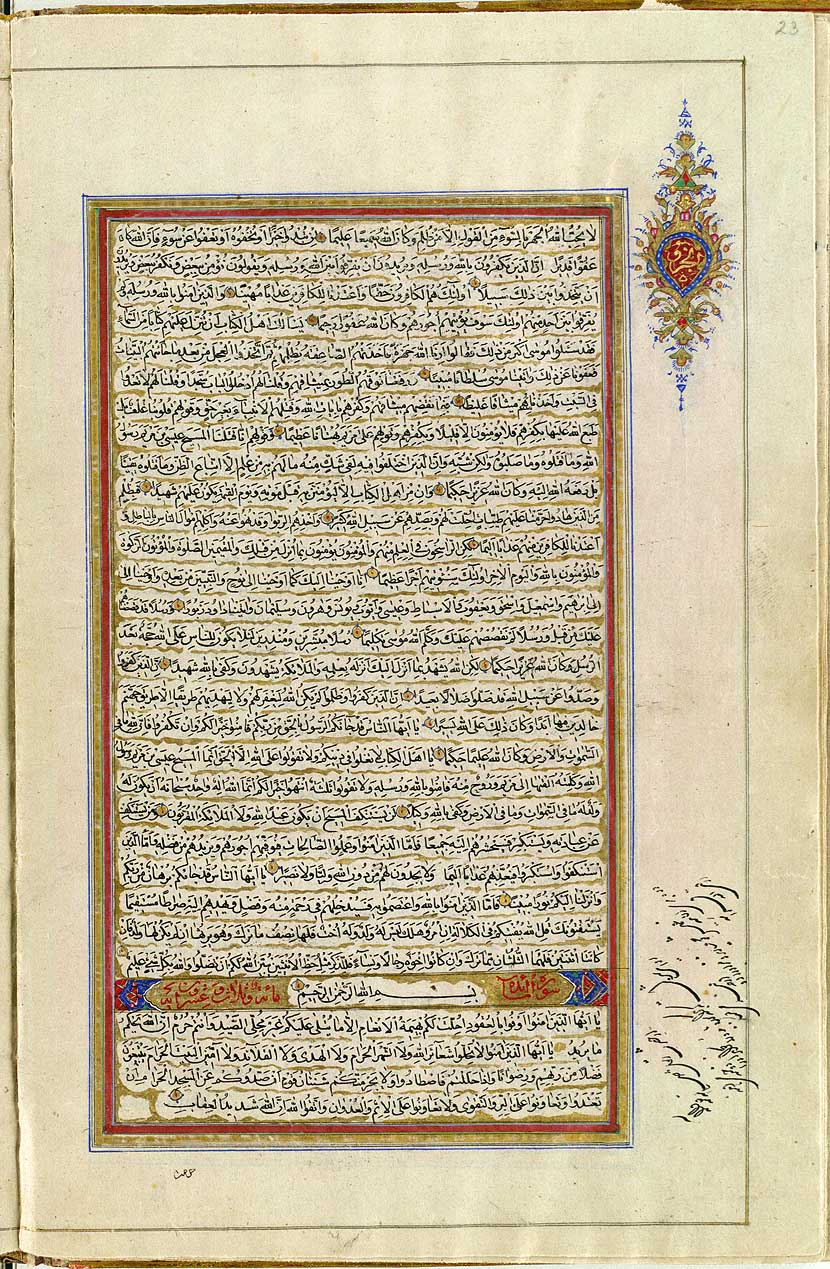